# Jerome Apt
Jerome „Jay“ Apt III (* 28. April 1949 in Springfield, Massachusetts, USA) ist ein US-amerikanischer Physiker und ehemaliger Astronaut.

## Leben
In Massachusetts geboren, wuchs Apt in Pittsburgh (Pennsylvania) auf, wo er nach der Grundschule die Shady Side Academy besuchte. Er studierte am Harvard College der Harvard University in Cambridge (Massachusetts) Physik. Im Anschluss an sein exzellentes Bachelor-Examen 1971 wechselte er an das Massachusetts Institute of Technology (MIT) und arbeitete dort auf seine Promotion hin, die er 1976 erhielt.
Nach seiner Ernennung zum Doktor der Physik blieb Apt einige Monate am MIT und forschte im Bereich der Laser-Spektroskopie. Dann ging er nach Harvard zurück. Am Center for Earth & Planetary Physics arbeitete er an den Pioneer-Venus-Sonden, die 1978 die Venus untersuchten. Danach leitete er bis zu seinem Wechsel zur NASA den Fachbereich für Angewandte Wissenschaften von Harvard.
1980 kam Apt an das Jet Propulsion Laboratory (JPL) der NASA und arbeitete an der Earth and Space Sciences Division an Fragen über das Sonnensystem im Allgemeinen und die Planeten Venus und Mars im Besonderen. Ein Jahr später wurde er zum Direktor des JPL-eigenen Observatoriums ernannt. Die Table Mountain Facility liegt in einem ausgedehnten Waldgebiet nahe der Ortschaft Wrightwood, rund 90 Kilometer östlich von Los Angeles. 1982 ging Apt nach Houston (Texas) und war drei Jahre lang am Johnson Space Center bei Shuttle-Missionen in der Missionsleitung tätig.

## Astronautentätigkeit
Apt wurde von der NASA im Juni 1985 als Astronautenanwärter ausgewählt. Nach der einjährigen Grundausbildung zum Missionsspezialisten arbeitete er an Techniken zur Wartung des Hubble-Weltraumteleskops und zum Aufbau der Internationalen Raumstation.
Am 5. April 1991 startete Apt zu seinem Jungfernflug (STS-37). Da sich die Hauptantenne des Compton Gamma Ray Observatory, das bei dieser Mission ausgesetzt wurde, nicht ausfahren ließ, führten Apt und sein Kollege Jerry Ross am dritten Flugtag einen Ausstieg (EVA) durch, der nicht vorgesehen war. Dabei wurde ein verklemmter Antennenmast gelöst. Die beiden machten am nächsten Tag noch eine geplante EVA, um Fortbewegungstests für einen Raumstationsbau durchzuführen. Am 11. April landete die Mission auf der Edwards Air Force Base.
Am 12. September 1992 startete die Mission STS-47. An Bord wurden 43 Experimente verschiedener Art durchgeführt, zum Beispiel wurde getestet, ob Hornissen die Fähigkeit hätten, unter Schwerelosigkeit Waben zu bauen. Das Ergebnis war negativ. Auch im medizinischen Bereich wurden Experimente betrieben. Am 20. September landete man auf der Shuttle-Landebahn des Kennedy Space Centers.
Die Mission STS-59 startete am 9. April 1994. In einer Bahnhöhe von 224 km wurden eine Vielzahl von Radar- und Fotoaufnahmen gemacht sowie physikalische und biologische Experimente durchgeführt. Am 20. April ging der Flug zu Ende.
Der Start von STS-79 zur Mir erfolgte am 16. September 1996, wo die Mission auch später endete. Nach einer Kopplung mit der Raumstation hatten die Raumfahrer einen gemeinsamen Flug von viertägiger Dauer. In diesen Tagen wurde das Besatzungsmitglied John Blaha, der später mit STS-81 auf die Erde zurückkam, gegen Shannon Lucid ausgetauscht, die einen Langzeitaufenthalt auf der Mir durchführte. Nach dem Austausch von Materialien kehrte die Mission am 26. September 1996 auf die Erde zurück.
Ende Mai 1997 schied Apt aus dem Astronautenkorps aus und ist seitdem Direktor des Carnegie Museum of Natural History in Pittsburgh.

## Ehrungen
2013 wurde er zu einem von 403 neuen Fellows der American Association for the Advancement of Science gewählt.

## Privates
Apt und seine Frau Eleanor haben zwei Töchter. Er ist Funkamateur mit dem Rufzeichen N5QWL.